# Gorey
Gorey (in irlandese Guaire) è una località dell'Irlanda che si trova nella contea di Wexford, circa 80 km a sud di Dublino.
È un piccolo paese che commercialmente si sta sviluppando rapidamente, ma per adesso è ancora l'agricoltura la principale risorsa del territorio. Cresciuta ai margini di Main street quella che una volta era la strada principale di collegamento della costa est, sud-est, da Dublino a Cork, durante l'estate è la meta preferita dei dublinesi poiché nelle vicinanze si trova una bella spiaggia chiamata Courtown. In quel periodo sono frequenti eventi cittadini conosciuti come Festivals.
Le sue campagne hanno fatto da set per una pellicola di guerra: Salvate il soldato Ryan.
Circa a 20 km a nord c'è il parco naturalistico di Glendallogh.

## Amministrazione

### Gemellaggi
- Oban